# Гордон Бредлі
Гордон Бредлі (англ. Gordon Bradley, 23 листопада 1933, Сандерленд — 29 квітня 2008, Манассас) — англійський, пізніше американський футболіст, що грав на позиції захисника. По завершенні ігрової кар'єри — тренер. Виступав та тренував клуб «Нью-Йорк Космос», а також національну збірну США. Переможець Північноамериканської футбольної ліги.

## Клубна кар'єра
Гордон Бредлі народився 1933 року в місті Сандерленд, та є вихованцем футбольної школи клубу «Стенлі Юнайтед». У дорослому футболі дебютував 1955 року виступами за команду «Бредфорд», в якій грав до 1957 року, взявши участь у 18 матчах чемпіонату. З 1957 до 1961 року Бредлі грав у складі команди «Карлайл Юнайтед».
У 1963 році Гордон Бредлі поїхав грати до Північної Америки, та став гравцем кандадського клубу «Торонто Рома», в 1965 році перейшов до іншого канадського клубу «Торонто Сіті», і вже в цьому році перейшов до американського клубу УСК (Нью-Йорк), де був також граючим тренером. У 1967—1969 Бредлі був граючим тренером у клубах «Нью-Йорк Дженералс» і «Балтимор Бейз».
У 1971 році Гордон Бредлі став граючим головним тренером клубу «Нью-Йорк Космос». Наступного року разом із командою виборов титул переможця Північноамериканської футбольної ліги. Граючим тренером команди «Нью-Йорк Космос» Бредлі працював до 1975 році, після чого на полі не грав і займався виключно тренерською діяльністю.

## Виступи за збірну
У 1973 році Гордон Бредлі, який до того часу отримав амеиканське громадянство, провів 1 матч у складі національної збірної США, в якому був її граючим тренером.

## Кар'єра тренера
Гордон Бредлі розпочав тренерську кар'єру, ще продовжуючи грати на полі, та став у 1965 головним граючим тренером році тренерський штаб клубу УСК (Нью-Йорк). У 1967 році він став граючим головним тренером клубу «Нью-Йорк Дженералз».
У 1971 році Бредлі став головним граючим тренером команди Північноамериканської футбольної ліги «Нью-Йорк Космос», разом із командою з Нью-Йорка в 1972 році став переможцем ліги. У 1973 році одночасно на один матч очолив як граючий тренер збірну США. До 1975 року він грав на полі та одночасно очолював тренерський штаб «Нью-Йорк Космос», після чого покинув команду. У 1976 році повернувся до роботи головним тренером клубу «Нью-Йорк Космос», цього разу працював з командою до 1977 року. У 1978—1980 роках Бредлі очолював іншу команду Північноамериканської футбольної ліги «Вашингтон Дипломатс». У 1985—2000 роках Гордон Бредлі працював з університетською командою «Джордж Мейсон Петріотс».
Помер Гордон Бредлі 29 квітня 2008 року на 75-му році життя у місті Манассас.
| Дата       | Місто     | Господарі | Результат | Гості | Турнір           | Голи | Примітки |
| ---------- | --------- | --------- | --------- | ----- | ---------------- | ---- | -------- |
| 15-11-1973 | Беер-Шева | Ізраїль   | 2 – 0     | США   | товариський матч | -    |          |
| Усього     |           | Матчів    | 1         |       | Голів            | 0    |          |

## Титули і досягнення
- Переможець Північноамериканської футбольної ліги (1):

«Нью-Йорк Космос»: 1972